# Marek Zieliński (polityk)
Marek Grzegorz Zieliński (ur. 7 października 1952 w Gorzowie Wielkopolskim) – polski polityk, inżynier i samorządowiec, poseł na Sejm I, II, III i VI kadencji.

## Życiorys
W 1977 ukończył studia na Wydziale Maszyn Roboczych i Pojazdów Politechniki Poznańskiej. Pracował do 1990 w dziale transportu w Zakładach Metalurgicznych Pomet. W 1980 został członkiem „Solidarności”, w latach 80. uczestniczył w kolportażu wydawnictw niezależnych. W latach 1985–1988 działacz Duszpasterstwa Świata Pracy. W 1989 brał udział w reaktywowaniu legalnych struktur związku w swoim miejscu pracy, stając w 1990 na ich czele. Do 1992 był również wiceprzewodniczącym zarządu Regionu Wielkopolska.
W 1991 został posłem na Sejm I kadencji z listy NSZZ „S”. Wbrew stanowisku władz związku w 1993 opowiedział się za dalszym popieraniem rządu Hanny Suchockiej, następnie przeszedł do Unii Demokratycznej, z ramienia której został posłem II kadencji. Zasiadał także w Sejmie III kadencji, będąc wybranym w okręgu poznańskim z listy UW. W 2001 bez powodzenia ubiegał się o reelekcję. Pracował następnie w prywatnych spółkach. Został też wykładowcą Wyższej Szkoły Zawodowej „Kadry dla Europy” w Poznaniu.
W Unii Wolności i jej formalnej następczyni Partii Demokratycznej pełnił funkcję przewodniczącego regionu wielkopolskiego. Z tej ostatniej odszedł w 2006, sprzeciwiając się decyzji o akcesie do koalicji Lewica i Demokraci. Wcześniej, w 2005, kandydował z listy PD do Sejmu. Związał się później z Forum Liberalnym. Z listy Platformy Obywatelskiej został w 2006 radnym sejmiku wielkopolskiego. W 2007 z ramienia PO ponownie uzyskał mandat poselski. Kandydując w okręgu poznańskim, otrzymał 10 207 głosów. W wyborach w 2011 bezskutecznie ubiegał się o mandat poselski na kolejną kadencję. W latach 2011–2017 był wiceprezesem zarządu Wojewódzkiego Funduszu Ochrony Środowiska i Gospodarki Wodnej w Poznaniu.